# Городецкий, Александр Сергеевич
 Алекса́ндр Серге́евич Городе́цкий (28 марта 1935 — 4 января 2022) — советский и украинский учёный в области строительной механики, иностранный член РААСН, академик Академии строительства Украины, доктор технических наук, профессор.

## Биография
В 1953 году окончил Киевский строительный техникум железнодорожного транспорта, а в 1955 году — Киевский инженерно-строительный институт. После окончания института работал в проектных институтах "Укрпроектстальконструкция (1955—1961) — инженером, главным инженером проектов и в КиевЗНИИЭП (1961—1976) — зав. лабораторией вычислительной техники. С 1976 года работал в НИИ автоматизированных систем в строительстве (НИИАСС) на должности заместителя директора по научной работе.
В 1965 году защитил кандидатскую, а в 1978 году — докторскую диссертации. Имел более 100 опубликованных статей и монографий. Обе диссертации и практически все публикации посвящены численным методам строительной механики, их реализации на компьютерах, компьютерным технологиям проектирования.
В 1983 году получил звание лауреата Государственной премии УССР в области науки и техники за цикл работ по автоматизации строительного проектирования на Украине.
Вёл курс «Сопротивление материалов» в Киевском университете транспортного строительства и «Системы автоматизированного проектирования» — в Киевском национальном университете строительства и архитектуры.
Городецкий А. С. являлся основателем школы компьютерных технологий проектирования конструкций и научным руководителем многих представителей этой школы, которые получили научные степени кандидатов и докторов наук.
Городецкий А. С. являлся основоположником реализации метода конечных элементов, метода перемещений, шаговых методов, которые в настоящее время лежат в основе практически всех подобных программ.
Разработанные под его руководством программные комплексы «ЛИРА», «ЛИРА-САПР», «МОНОМАХ», «САПФИР» широко известны на Украине, в СНГ и в Западной Европе.
Скончался А. С. Городецкий 4 января 2022 года.

## Основные публикации
1. Городецкий А. С., Расчет конструкций на ЭЦВМ с учётом упруго-пластичных деформаций, Ленинград, Ленстройиздат, 1963.
2. Городецкий А. С., «МОДЕЛЬ» — программа для расчета пространственных стержневых систем на БЭСМ-2, Киев, вып. КиевЗНИИЭП, 1963.
3. Городецкий А. С., Лажечникова Е. К., Левченко О. Б., «ПАНЕЛЬ» — программа для расчета панельных домов на ЭВМ М-20, Киев, вып. КиевЗНИИЭП, 1965.
4. Городецкий А. С., Здоренко В. С., «РПСС» — программа для расчета пространственных стержневых систем на БЭСМ-4, Киев, вып. КиевЗНИИЭП, 1966.
5. Городецкий А. С., Гликин И. Д., Михайлова Е. И., Павловский В. Э., "Н-59 " — программа для расчета плоских рам на ЭВМ «НАИРИ», Киев, вып. КиевЗНИИЭП, 1968.
6. Городецкий А. С., Горбовец А. В., Павловский В. Э., «ЭКСПРЕСС» — программа для расчета пространственных стержневых систем на ЭВМ «МИНСК-22», Киев, вып. УкрНИИпроект, 1969.
7. Городецкий А. С., Горбовец А. В., «МИРАЖ» — программа для расчета стержневых пластинчатых имассивных конструкций произвольного вида на ЭВМ «МИНСК-22», Киев, вып. УкрНИИпроект, 1970.
8. Городецкий А. С., Горбовец А. В., Павловский В. Э., Здоренко В. С. и др., «СУПЕР» — программа для расчета пространственных конструкций на ЭВМ «МИНСК-32»,Киев, вып. Гипрохиммаш, 1971.
9. Городецкий А. С., Горбовец А. В., Павловский В. Э., Здоренко В. С., Стрелецкий Е. Б. и др., «ЛИРА-ЕС» — программный комплекс для расчета и проектирования конструкций на ЕС ЭВМ, Киев, вып. НИИАСС, 1976.
10. Городецкий А. С., Олин А. И., Батрак Л. Г., Домащенко В. В., Маснуха А. М., «ЛИРА-СМ» — программный комплекс для расчета и проектирования конструкций на СМ ЭВМ, Киев, вып. НИИАСС.
11. Городецкий А. С., Олин А. И., Батрак Л. Г., Домащенко В. В., Маснуха А. М., «ЛИРА-ПК» — программный комплекс для расчета и проектирования конструкций на персональных компьютерах, Киев, вып. НИИАСС, 1988.
12. Городецкий А. С., Горбовец А. В., Стрелецкий Е. Б., Павловский В. Э. и др., «МИРАЖ» — программный комплекс для расчета и проектирования конструкций на персональных компьютерах, Киев, вып. НИИАСС, 1991.
13. Вайнберг Д. В., Городецкий А. С., Киричевский А. С., Метод конечного элемента в механике деформированных тел, гл. «Прикладная механика», т.8, вып.8, 1972.
14. Городецкий А. С., Заварицкий В. И., Рассказов А. О., Лантух-Лященко А. И., Метод конечного элемента в проектировании транспортных сооружений. Москва, Транспорт, 1981.
15. Варвак П. М., Бузун И. М., Городецкий А. С., Пискунов В. Г., Толокнов Ю. Н., Метод конечных элементов, Киев, Выща школа, 1981.
16. Городецкий А. С., Шмуклер В. С., Бондарев А. В. Информационные технологии расчета и проектирования строительных конструкций. — Харьков: Изд-во НТУ «ХПИ», 2003.
17. Городецкий А. С., Евзеров И. Д. Компьютерные модели конструкций. — Киев: «Факт», 2009.